# Marie-Josée Roig
Marie-Josée Roig   (Perpinyà, 12 de maig de 1938 - Avinyó, 7 d'agost de 2024) va ser una professora associada de lletres i política nord-catalana. Va estar vinculada al sector polític catalanista de Perpinyà, tot i que va fer política fora de la Catalunya del Nord.
Es va llicenciar en lletres a Montpeller. Va començar com a consellera municipal d'Avinyó entre el 1993 i el 1997 representant el partit Reagrupament per la República. A més, va ser diputada del departament de Valclusa del 1993 al 1997, i més endavant, del 2002 fins a la seva entrada al govern el 31 de març del 2004 com a ministra encarregada de les Famílies i la Infància. Després es va convertir en ministra delegada de l'Interior del 29 de novembre de 2004 al 31 de maig de 2005, i va tornar als bancs de l'Assemblea Nacional per la 1a circumscripció de la Valclusa entre 2007 i 2012.
Va exercir com a batllessa d'Avinyó a partir del juny de 1995, va ser reelegida el març del 2001 en pugna amb Élisabeth Guigou i novament el març del 2008; el mandat va durar fins al 2014. També va presidir la conurbació del Gran Avinyó des de la seva creació el 2001 fins al 2014.
El 19 de gener de 2007, va ser condecorada pel President de la República, Jacques Chirac, amb la insígnia d'oficial de la Legió d'Honor. Va morir el 7 d'agost de 2024, a 86 anys.